# 공군조종장학생
공군조종장학생(空軍操縱獎學生, In-college student on PILOT scholarship)은 대한민국 공군에서 조종사(조종특기 장교)를 양성하는 제도 중 하나이다.

## 개요
대학교 1학년, 2학년, 3학년, 4학년 대학생을 대상으로 선발하여 임명됨과 동시에 졸업시까지 공군에서 장학금을 제공한다. 졸업후, 공군사관후보생(Air Force Officer Training School)줄여서 사후 혹은 OCS (officer candidate school)라고 한다. 학사 이상의 학위를 가진 이들은 10주간(2주,0주,4주,4주)의 기본군사 훈련 후, 공군 소위로 임관한다. 임관후, 입과전 교육과 비행 입과후 교육을 각각 받게 된다.

### 입과전 교육
- 지상/해상 생환훈련
- 항공법
- 항공역학 등

### 입과후 교육
입과 후 다음과 같은 과정을 거치게 된다.
- 항공실습과정 (KT-100, 초등, 4개월)
- 기본과정 (KT-1, 중등, 8개월)
- 고등과정 (T-50(F), KT-1(C,H), 고등, 8개월)
- CRT(F)

위의 교육을 마친 후에는 공군 조종사이자 공군 중위로 비행생활을 시작하게 되며 의무복무기간은 13년이다. 고등과정을 수료한 학생 조종사는 조종사를 의미하는 빨간마후라와 조종사 흉장을 수여받고 패용하게 된다.

### 진로
교육후, 자가용 조종사 면장, 사업용 조종사 면장을 취득하게 되며, 의무복무기간 후, 대부분 숙련급 조종사가 된다. 공군의 지휘관이자 관리자로 남는 경우와 민간항공사(대한항공, 아시아나항공 등) 경력직 조종사로 채용되는 경우로 진로가 정해진다. 비행 훈련 도중 정신적, 신체적으로 받는 스트레스,  공간지각능력 부족 등 비행생활 부적응으로 분류된 학생 조종사는 조종 특기를 제외한 다음과 같은 다른 특기에 종사하게 된다.
- 인사행정
- 정훈
- 교육
- 군수(보급수송,무기정비)
- 시설
- 정보통신
- 항공관제
- 방공관제
- 방공포 등

일반 장교로서 의무복무 기간 3년과 장학금 혜택을 받은 기간만큼 가산하여 복무후 제대. 희망자는 소정의 심사과정을 거쳐 연장/장기 근무자로 선발한다.

### 유사 과정
공군 조종사가 되는 유사 과정으로 다음과 같은 제도가 있다.
- 공군사관학교 사관생도
- 공군 ROTC 학군후보생
- 공군 [학사사관] 조종장학생

자유로운 대학교 생활과 조종사의 길, 두 가지의 혜택을 동시에 누리기 위해, 진로를 조종사로 선택한 많은 대학생들이 지원하고 있어서, 지원 경쟁률도 높고, 선발과정의 테스트도 다양하고 까다롭다. 선발 시험으로는 다음과 같은 것들이 있다.
- 학점
- 비행 적응능력 시험
- 공간지각능력 시험
- 체력 시험 등